# Chaînon Shugnan
Le chaînon Shugnan est un massif montagneux situé au Tadjikistan, dans le Pamir. Il culmine à 5 707 mètres d'altitude au pic Skalisty.